# Conegliano
Conegliano je město v Itálii. Nachází se v provincii Treviso v regionu Benátsko. Žije v něm přibližně 34 tisíc obyvatel. Leží na přechodu podhůří Bellunských Alp do Pádské nížiny.

## Fotogalerie

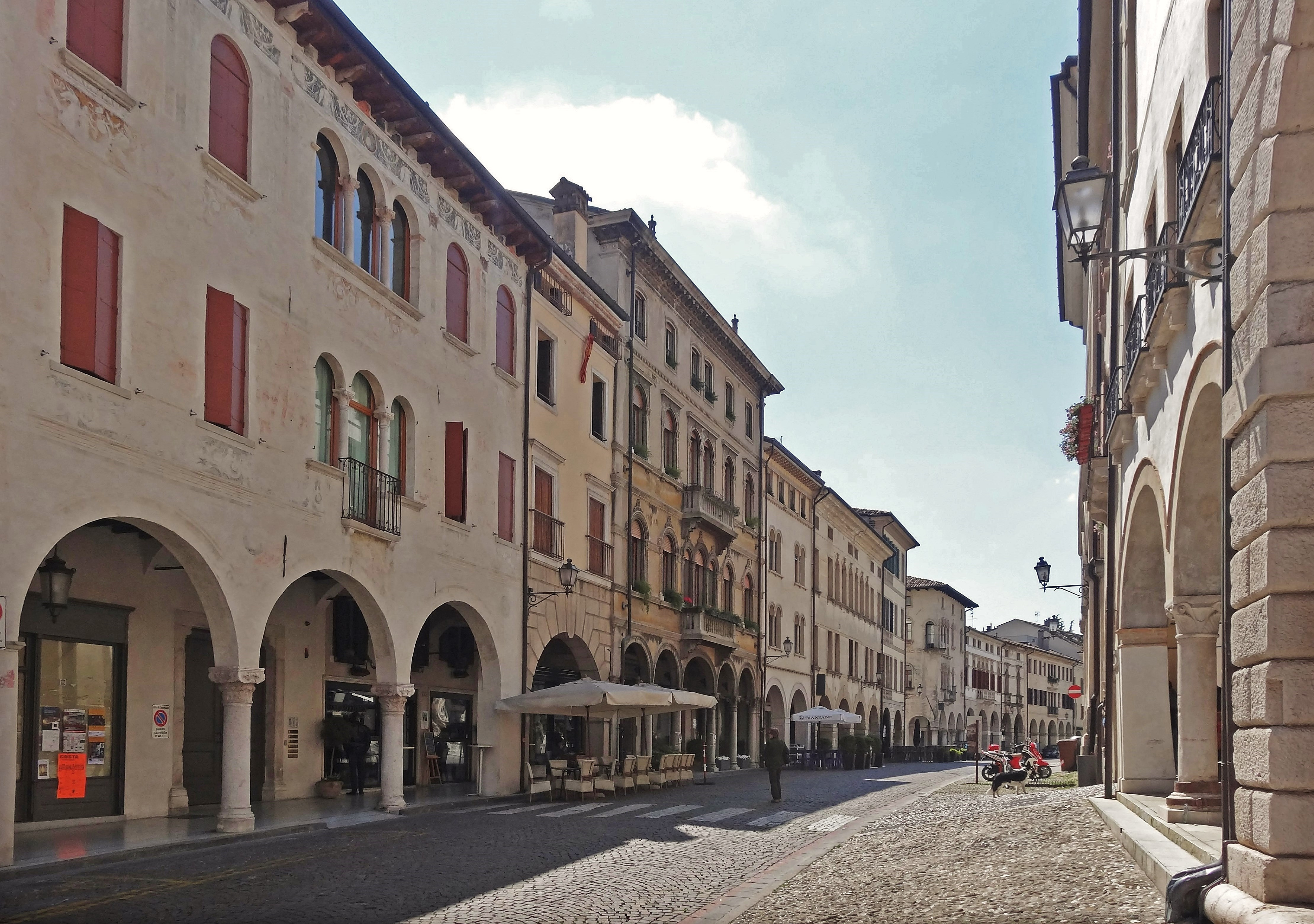
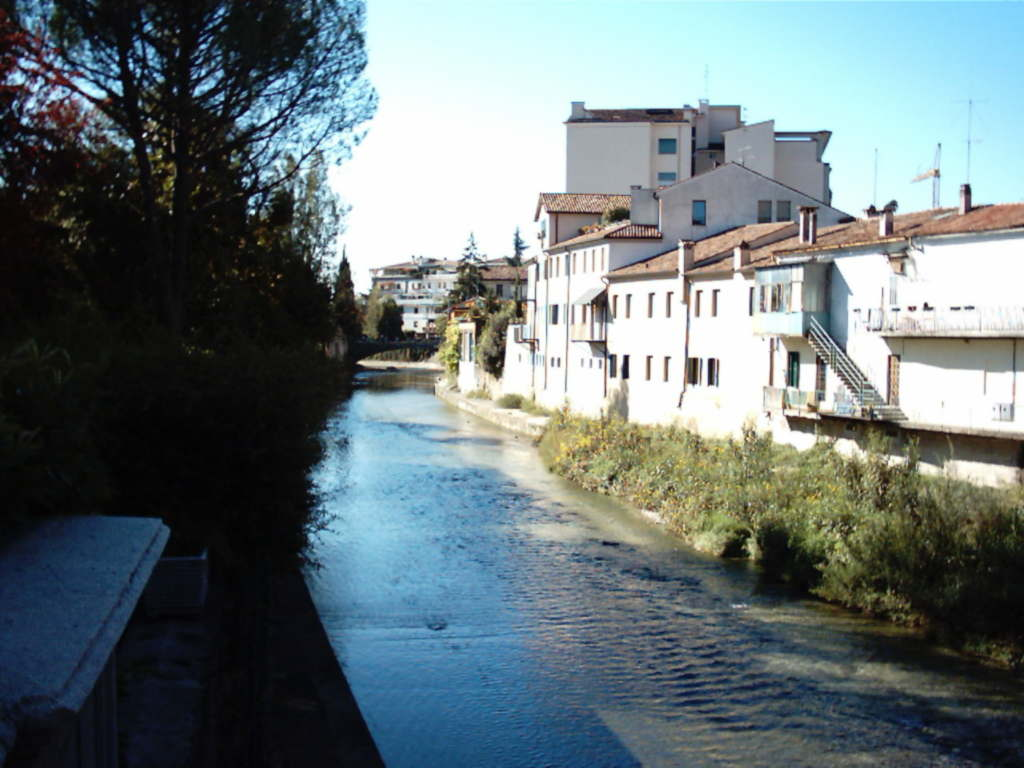
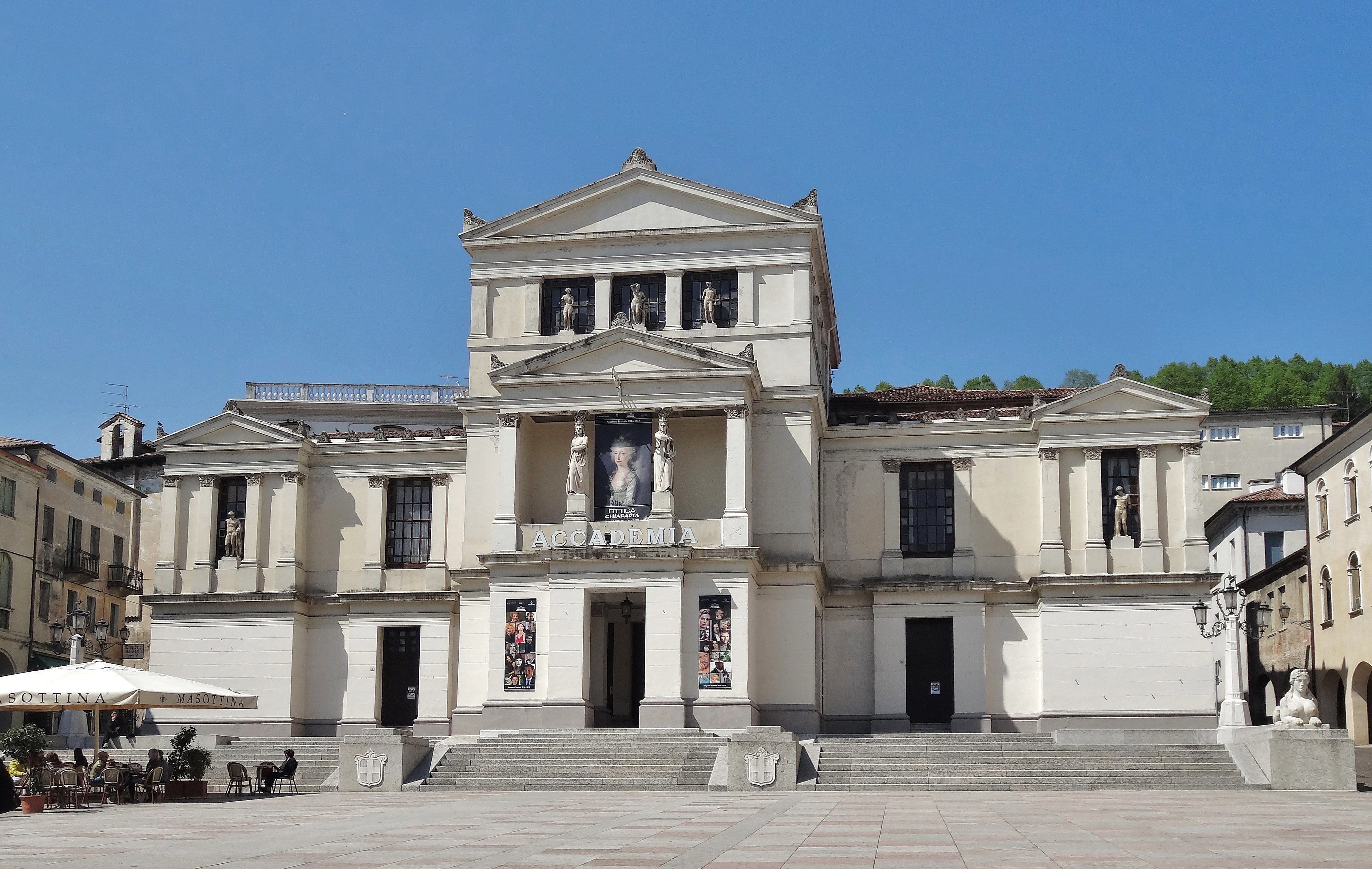

## Vinařství
Město je společně s blízkým Valdobbiadene proslulé pěstováním vinné révy odrůdy Glera, z níž se vyrábí šumivé víno Prosecco. Sídlí zde enologická škola Scuola enologica di Conegliano. V roce 2019 byla kopcovitá vinařská krajina okolo měst Valdobbiadene a Conegliano (souhrnná plocha 203 km²) zapsána na Seznam světového dědictví podle UNESCO.

## Osobnosti města
- Cima da Conegliano, malíř
- Lorenzo da Ponte, básník a libretista
- Alessandro Del Piero, fotbalista
- Marco Donadel, fotbalista